# Laurence Elloy
Laurence Elloy, född den 3 december 1959, är en fransk före detta friidrottare som tävlade i häcklöpning.
Elloys främsta merit är att hon blev silvermedaljör på 60 meter häck vid inomhus-VM 1985 i Paris. Hon deltog vidare vid Olympiska sommarspelen 1980 på 100 meter häck där hon tog sig till semifinal men lyckades inte ta sig vidare till finalen.

## Personliga rekord
- 100 meter häck - 12,69 från 1986. Detta stod sig som franskt rekord i 9 år.